# Orde van Manas
De Orde van Manas (Kirgizisch: Манас ордени) is een naar het nationaal epos genoemde ridderorde in Kirgizië. De orde herinnert aan het mondeling overgeleverde, een half miljoen regels beslaande heldengedicht van de Kirgiezen die tot in de 20e eeuw geen eigen schrift bezaten.
De orde wordt voor culturele verdiensten toegekend en bestaat uit drie klassen die ieder een kleine ster dragen volgens de traditie van de socialistische orden.
- De Eerste Klasse draagt een gouden ster
- De Tweede Klasse draagt een zilveren ster met gouden ornamenten
- De Derde Klasse draagt een zilveren ster.

| Klasse | Klasse | Klasse | Klasse |
| ------ | ------ | ------ | ------ |
|        |        |        |        |

Op de sterren is de mythische held "Manas de goedhartige" als ruiter afgebeeld tegen een rode achtergrond. Daaromheen vormen twee blauwe, op elkaar gelegde vierkanten een achthoek.
De orde wordt ook aan steden en instellingen verleend.
Er is geen lint.

## Gedecoreerden
- Kofi Annan, 1e klasse
- Igor Sergejev, 3e klasse
- Süleyman Demirel, 1e klasse
- Noersoeltan Nazarbajev, 1e klasse
- Almazbek Atambajev, 2e klasse